# Маркус Хеникеинен
Маркус Хеникеинен (фин. Markus Hännikäinen — Хелсинки, 26. март 1993) професионални је фински хокејаш на леду који игра на позицијама крилног нападача.
Члан је сениорске репрезентације Финске за коју је на међународној сцени дебитовао на светском првенству 2017. године.
Каријеру је започео као играч Јокерита из Хелсинкија за који је играо и у млађим категоријама. Након три сениорске сезоне у Јокериту одиграо је и једну сезону у екипи ЈИП-а, а потом 2015. одлази у Сједињене Државе и потписује уговор са НХЛ лигашем Коламбус блу џакетсима. Прве три сезоне у Америци играо је паралелно за Блу џакетсе и њихове развојне АХЛ филијале Лејк Ири монстерсе, односно Кливленд монстерсе. Први погодак у НХЛ лиги постигао је 21. јануара 2017. на утакмици Коламбуса против Каролине.